# Programa Nacional de Alimentación Complementaria

Logotipo del Gobierno de Chile.

En 1938, con la promulgación de la ley Madre-Hijo y en 1954, durante el Gobierno de Carlos Ibáñez del Campo fue creado el Programa Nacional de Alimentación Complementaria (PNAC), el cual tiene el objetivo de combatir la desnutrición y disminuir los índices de mortalidad infantil en Chile.

## Historia
En un comienzo estuvo destinado a todos los niños recién nacidos en Chile, sin embargo, durante la década de los 80, se reformula el programa y se decide focalizar el apoyo a los grupos más vulnerables (madres y niños desnutridos o en riesgo de desnutrición, lactantes, recién nacidos sanos y preescolares).
En 1979 se decide que sea la Central de Abastecimiento del S.N.S.S. (CENABAST) el organismo a cargo de los aspectos técnicos y la coordinación logística del Programa, además de los procesos de licitación y adjudicación de las propuestas a los proveedores privados, CENABAST es actualmente el responsable de la recepción, almacenamiento y distribución de los productos. De esta manera, la Unidad de Nutrición del Ministerio de Salud se hacía cargo sólo de los aspectos técnicos del programa, descomprimiéndose así la excesiva carga logística que implica la mantención del PNAC, lo que se mantiene hasta la actualidad.
En definitiva, e independiente del gobierno de turno, el PNAC ha sido una política transversal del Estado de Chile que entiende la importancia asignada a la nutrición para mejorar el recurso humano del país y contribuir al bienestar de la ciudadanía. Por otro lado, en función del permanente envejecimiento de la población, En 1999 se creó un programa con características similares, pero enfocado al apoyo del adulto mayor, denominado como Programa de Alimentación Complementaria para el Adulto Mayor (PACAM).